# American Pie
«American Pie» — фолк-роковая песня, написанная американским автором-исполнителем Доном Маклином для одноимённого альбома в 1971 году. Год спустя эта композиция поднялась на вершину американского хит-парада, где пробыла в течение четырёх недель. Композиция была переиздана в 1991 году, она не попала в американские чарты, но добралась до 12-й строчки в британском хит-параде. В песне поётся о «Дне, когда умерла музыка» — авиакатастрофе 1959 года, в которой погибли Бадди Холли, Ричи Валенс и Биг Боппер. Важность «American Pie» для музыкального и культурного наследия Америки была подтверждена проектом «Песни века», в котором композиция заняла пятое место. Некоторые радиостанции, ориентированные на песни из Top-40, изначально играли только вторую сторону сингла, но популярность песни в конце концов вынудила диджеев ставить её в эфир целиком. «American Pie» является визитной карточкой Дона Маклина.
На 15-й церемонии «Грэмми» песня была выдвинута на соискание награды в категории «Лучшее мужское вокальное поп-исполнение», но проиграла композиции «Without You» Гарри Нилссона. В 2017 году запись была отмечена как «культурно, исторически и эстетически значимая» и внесена в Национальный Реестр Библиотеки Конгресса США.

## История и смысл песни
Согласно легенде, Дон Маклин сочинил «American Pie», сидя за столом в Tin & Lint — баре на Кэролайн-Стрит в Саратога-Спрингс. Теперь этот стол отмечен мемориальной доской. Песня хорошо известна своим загадочным текстом, который уже давно стал предметом любопытства и споров. Хотя Маклин посвятил альбом American Pie памяти Бадди Холли, никто из музыкантов, погибших в авиакатастрофе, не идентифицирован персонально, непосредственно в самом тексте. Когда автора спросили, что означает смысл песни «American Pie», он ответил: «Это значит, что мне больше нет необходимости работать». Позже он заявил более серьёзно: «Вы найдете много интерпретаций моих стихов, но среди них нет моей собственной… жаль оставлять вас со своими версиями, но недавно я понял, что автор должен сделать свой посыл и двигаться дальше, сохраняя почтенное молчание».
Маклин вообще избегал отвечать на прямые вопросы о тексте песни («Она вне анализа. Это — поэзия»), за исключением признания, что он действительно впервые узнал о смерти Бадди Холли, раскладывая газеты, которые он должен был развезти утром 3 февраля 1959 года (строчка «Февраль бросал меня в дрожь / с каждой доставленной мной газетой»). В редакционной статье, опубликованной на пятидесятую годовщину аварии, в 2009 году, он также отметил, что сочинял первый куплет песни, пытаясь избавиться от длительной депрессии, вызванной смертью Бадди Холли.
Третий куплет начинается словами: «Теперь наступило десятилетие, в котором мы предоставлены сами себе». Согласно одной из интерпретаций бо́льшая часть остальной части песни обращается к событиям 1960-х, особенно акцентируясь на том, как когда-то объединённые, мирные и идеалистические молодёжные движения начали раскалываться на обособленные группы, а убийство американского президента Джона Ф. Кеннеди было использовано в качестве символической «потери невинности» для молодёжи этого десятилетия, всё это привело к печально известному фестивалю в Альтамонте, который стал символическим концом молодёжных движений 1960-х.
Фестиваль в Альтамонте состоялся в декабре 1969 года, в том же году, в котором начинается третий куплет песни. Многие эксперты считают, что текст «American Pie», в частности, в пятом куплете, может быть навеян именно этим мероприятием. По задумке организаторов, Альтамонт должен был стать вторым Вудстоком, но вместо этого его отличительной чертой стало обилие наркотиков и насилия (например, смерть 18-летнего Мередита Хантера). Впоследствии социолог Тодд Гитлин говорил о концерте следующее: «Кто ещё мог питать иллюзии, что эти сотни тысяч испорченных, голодных до знаменитостей подростков „Одинокой толпы“ были предвестниками хорошего общества?». Учитывая год выхода песни, дату, подсказанную в третьем куплете, и тему потери невинности, которая присутствует на протяжении всей песни, воплощенной смертью Холли, не исключено, что «American Pie» была вдохновлена событиями в Альтамонте, хотя сам Маклин никогда не намекал на это.
Несмотря на это, многие фанаты Маклина пытались толковать текст песни самостоятельно (см. Упоминание в песне). В момент первоначального выпуска композиции в конце 1971 года многие американские AM и FM рок-радиостанции выпустили печатные интерпретации текста, а некоторые посвятили полноценные шоу с дебатами и обсуждением содержания композиции, создавая дополнительный интерес к песне среди слушателей. Они обсуждали метафорические ссылки автора — «Шут», «Король и королева», «Сатана», «Девушка, поющая блюз» — на их возможных прототипов тех лет. Бытует мнение, что строчка «Отец, Сын и Святой Дух» посвящена Ричи Валенсу, Бадди Холли и Биг Бопперу. Другие интерпретации этой троицы указывают на фигуры Джона Ф. Кеннеди, Роберта Ф. Кеннеди и Мартина Лютера Кинга или на трёх музыкантов The Crickets, группы Бадди Холли.
Само название песни, «Miss American Pie» — это никак не «мисс американский пирог», ведь «pie» — это просто такое ласковое обращение к девушке — как «honey», «sweety», «darling» (пример, строчка из песни Пола Маккартни — «Honey pie, you’re making me crazy…»). «American Pie — песня о том, что музыка в 60-е перестала быть простой, танцевальной, жизнеутверждающей. И в ней уже не было того наивного очарования раннего рок-н-ролла, но присутствовало разочарование из-за социальных и других подтекстов, которые ей стали придавать большинство музыкантов» — писал в своей статье свердловский музыкант Александр Гаврилов, — «Дональд грустит по тем временам, когда музыка была эмоциональной и чувственной, и не принадлежала к политическим и псевдорелигиозным течениям […] Прощай, американская крошка! Не будет больше шевроле и кадиллаков, уносящих тебя к набережной автостраде, поцелуев и свиданий в машине. Настала новая эпоха, этот олд-скул уже не в моде. Свободная любовь, революция, хиппи, рок с оркестром, поклонения дьяволу и коммунизм».

### Упоминание в песне
В тексте песни посредством метафор упоминаются многие известные личности, песни и персонажи поп-культуры, анализ сделан на основе интерпретации песни Бобом Дирборном и Джимом Фэнном.
- Ричи Валенс
- Биг Боппер
- Бадди Холли
- Отец, Сын и Святой Дух
- Мария Элена Холли[англ.] — «его овдовевшая невеста»
- «This’ll be the day that I die» — слегка изменённая цитата из песни Бадди Холли «That’ll Be The Day»
- «(Who Wrote) The Book of Love» — композиция группы The Monotones
- «Lonely Teenager» — композиция певца Диона Димуччи
- «A White Sport Coat (And A Pink Carnation)[англ.]» — композиция Марти Роббинса
- Боб Дилан — «шут, сошедший с дистанции» — имеется в виду мотоциклетный инцидент, когда Боб Дилан попал в аварию и временно покинул со сцены.
- Элвис Пресли — «король»
- Конни Фрэнсис или Елизавета II — «королева»
- Джеймс Дин
- Ленин — однако официальный текст указывает на Джона Леннона, игра слов
- Карл Маркс (или Граучо Маркс)
- The Beatles — «квартет»
- «Helter Skelter» — песня The Beatles, использованная Чарли Мэнсоном
- The Byrds — «Eight Miles High»
- «Sgt. Pepper's Lonely Hearts Club Band» — (оркестр) — The Beatles — («сержанты играли марш»)
- Фестиваль Вудсток или Альтамонтский фестиваль — «там были мы, все в одном месте»
- Космическая гонка или телесериал «Затерянные в космосе[англ.]» — «поколение пропавших в космосе»
- The Rolling Stones — Джэк Флэш (Jumping Jack Flash) и «The Rolling Stones зарастает мхом», игра слов, также можно интерпретировать, как «Перекати-поле зарастает мхом»
- Мик Джаггер — «сатана»
- Ангелы ада на фестивале в Альтамонте — «в аду не рождаются ангелы»
- Джэнис Джоплин или Билли Холидей — «девушка, поющая блюз»
- Fillmore East[англ.] или клуб Филмор — «священный магазин»[18]

## Хит-парады
| Хит-парад (1971)             | Высшая позиция |
| ---------------------------- | -------------- |
| Australian Kent Music Report | 1              |
| Dutch Top 40                 | 10             |
| Norwegian Singles Chart      | 9              |
| U.S. Billboard Hot 100       | 1              |

## Кавер-версия Мадонны

### Предыстория
Американская поп-певица Мадонна выпустила кавер-версию песни в марте 2000 года в качестве сингла к саундтреку фильма «Лучший друг» (ротация на радио началась со 2 февраля). Её вариант намного короче по своей продолжительности, нежели оригинал (он содержит лишь начало первого куплета, а также полные — второй и шестой). Песня была спродюсирована Мадонной и Уильямом Орбитом. Идея создания кавера была предложена Рупертом Эвереттом, который был партнёром Мадонны по кинофильму «Лучший друг».
Благодаря успеху сингла рекорд-компания вынудила Мадонну включить песню в студийный альбом Music в качестве финального трека на всех версиях, кроме австралийской и японской. В интервью Джо Уайли на радио BBC Radio 1 Мадонна объяснила, почему песня не попала в её сборник Greatest Hits Vol.2: «Это было не́что, на чём настаивала рекорд-компания, но этой песни не должно было быть в альбоме (имеется в виду диск Music), поэтому от неё отказались».

### Отзывы прессы
Песня стала международным хитом, возглавив чарты многих стран, в том числе: Великобритании, Канады, Австралии, Италии, Германии (её первый хит #1 со времён «La Isla Bonita» 1987 года), Швейцарии, Австрии и Финляндия. Композиция заняла 19-е место в числе самых коммерчески успешных песен 2000 года в Великобритании. Сингл не издавался в Соединённых Штатах, но достиг 29-й строчки в чарте Billboard Hot 100 из-за широкой ротации на радиостанциях.
Чак Тейлор из Billboard был впечатлён этой песней, прокомментировав: «Снимаю шляпу перед Мадонной, она не идёт на поводу у новомодных тенденций — это побуждает программных директоров расширять свои листы. […] В целом, это хорошее превью предстоящего саундтрека к фильму „Лучший друг“». Рецензент из журнала NME, напротив, негативно отозвался об этой записи, негодуя: «плохо выученный текст похож на караоке» и что «это чудо, что она не перепела оригинал целиком». Сам Дон Маклин похвалил кавер-версию, сказав: «это подарок от богини» и что её версия «мистическая и чувственная». По данным The Official Charts Company, продажи сингла в Великобритании составили более 385 000 копий, что сделало его на 16-м по этому показателю среди песен Мадонны в стране.

### Музыкальное видео Мадонны
Музыкальное видео было снято на юге США и в Лондоне, режиссёром выступил Филипп Штёльцль. В нём фигурируют множество рядовых американцев (различных профессий), а также гомо/лесбо пары, в том числе — целующиеся. На протяжении клипа Мадоннa поёт на фоне американского флага.
Было выпущено две версии клипа, первая из них появилась на DVD сборнике Мадонны Celebration, и была выпущена по всему миру в статусе официального видео. Вторая версия клипа была выпущена вместе с ремиксом «Humpty Remix» — в более танцевальной обработке. Она стала хитом в эфире канала MTV на волне популярности фильма «Лучший друг»; этот клип содержит совершенное иной видеоряд — он сделан на основе кадров из фильма. Эверетт, который исполняет бэк-вокал в песне, также фигурирует в этом видео.

### Хит-парады
| Чарт (1999—2000)                           | Высшая позиция |
| ------------------------------------------ | -------------- |
| Australian ARIA Singles Chart              | 1              |
| Austrian Singles Chart                     | 3              |
| Belgian Singles Charts                     | 6              |
| Canadian Singles Chart                     | 1              |
| Dutch Top 40                               | 4              |
| European Hot 100 Singles                   | 1              |
| Finnish Singles Charts                     | 1              |
| French Singles Chart                       | 8              |
| German Singles Chart                       | 1              |
| Italian Singles Chart                      | 1              |
| New Zealand Singles Chart                  | 4              |
| Norwegian Singles Chart                    | 1              |
| Spanish Singles Chart                      | 1              |
| Swedish Singles Chart                      | 1              |
| Swiss Singles Chart                        | 1              |
| UK Singles Chart                           | 1              |
| US Billboard Hot 100                       | 29             |
| US Billboard Hot Dance Club Play           | 1              |
| US Billboard Pop Songs                     | 16             |
| US Billboard Hot Adult Contemporary Tracks | 21             |

| Чарт (2000)                       | Позиция |
| --------------------------------- | ------- |
| Australia ARIA Singles Chart      | 66      |
| Austrian Singles Chart            | 32      |
| Belgian Singles Chart (Flanders)  | 46      |
| Belgian Singles Chart (Wallonia)  | 44      |
| French SNEP Singles Chart         | 44      |
| German Singles Chart              | 21      |
| Italian Singles Chart             | 9       |
| Netherlands (Mega Single Top 100) | 46      |
| Swedish Singles Chart             | 9       |
| Swiss Singles Chart               | 11      |
| UK Singles Chart                  | 19      |

| Страна         | Статус     |
| -------------- | ---------- |
| Австралия      | Золотой    |
| Австрия        | Золотой    |
| Великобритания | Золотой    |
| Франция        | Серебряный |
| Швеция         | Платиновый |
| Швейцария      | Платиновый |

## Пародии
В 1999 году известный американский пародист Странный Эл Янкович сделал пародию на эту песню под названием «The Saga Begins», спародировав заодно серию фильмов о звёздных войнах.